# Macsola
Macsola (ukránul: Мочола) település Ukrajnában, a Beregszászi járásban.

## Fekvése
Beregszásztól délre fekszik.

## Nevének eredete
Macsola vagy Mocsilla név eredetét Pesty Frigyes szerint a falu déli oldalán elnyúló tótól vehette, melynek sáros vizében egykor kendert áztattak. Mocsilla szlovák (tót) szó, mely áztatást jelent. Ebből következtethető, hogy eredeti lakosai talán szlovákok lehettek.

## Története
Macsola nevét az oklevelek 1327-ben említették először Machala néven.
1327-ben Péter fia Marcelli birtoka volt, és Búcsú és Csoma szomszédjának írták.
1449-ben (egy a megyei levéltárban őrzött határjáró oklevél szerint) Mocsila néven említették.
1566-ban a tatárok e falut is feldúlták, a lakosság nagy részét elhurcolták.
1776-ban kezdődött a macsolai református egyház anyakönyvében feljegyezték, hogy Macsolán 1795-ben már anyaegyházuk volt a magyar ajkú reformátusoknak, első papjuk Vári Mihály volt.
A Reformáció után a 19. században alakították újra a római katolikus egyházat, s építettek templomot.
A trianoni békeszerződés előtt Bereg vármegye Tiszaháti járásához tartozott.
1910-ben 466 magyar lakosa volt. Ebből 115 római katolikus, 63 görögkatolikus, 239 református volt.

## Nevezetességek
- Római katolikus temploma - 1927-ben épült.

## Testvérvárosai
Macsola testvérvárosai a következők:
|              | Ország       | Város    | Megye / Körzet / Régió / Állam |
| ------------ | ------------ | -------- | ------------------------------ |
| Magyarország | Magyarország | Diósjenő | Nógrád                         |